# M/B Sveti Dujam
M/B Sveti Dujam je hrvatski mali teretni brod za rasuti teret. IMO broj mu je 9519638. MMSI broj je 238293000. Plovi pod hrvatskom zastavom. Matična mu je luka Split.

## Karakteristike
Splitsko brodogradilište ugovorilo je izgradnju broda s hrvatskim brodarom Jadroplovom iz Splita. Građen je u sklopu Vladina projekta obnove domaće flote. Postavljen je na navoze kao novogradnja br. 467. Prigodom gradnje graditelji su podigli znatno manje sekcija na navoz, čime se postigla i ušteda na radnom vremenu. Boja na brodovima blizancima nanesena je prije porinuća. Prethodnim nanošenjem boje porinuti su sa završnom zaštitom podvodnog dijela, čime se izvršila ugovorna mogućnost da brod ne treba višednevno dokiranje. Zbog toga brod nije mnogo proveo na doku, nego tek onoliko vremena koliko je bilo potrebno da se brod pregleda na suhom, radi dobivanja potvrde registra. Porinut je krajem siječnja 2010. "Malo kumstvo" pripalo je tajnici Uprave Neni Šarić-Janković. Brod je blagoslovio fra Miljenko Vrabec iz Apostolata mora. Primopredaja je izvršena 24. rujna 2010. u Brodosplitu. Na dan primopredaje kršten je imenom Sveti Dujam, a kuma broda bila je članica NO Jadroplova Iva Galić iz HEP-a.
Brod je dvojne klase, jer je dizajniran prema standardima Bureau Veritas (BV) i Hrvatskog registra brodova. Drugi je mali (eng. handy) brod za prijevoz rasutog tereta u Hrvatskoj koji je građen pod zajedničkim pravilnikom za brodsku strukturu (eng. Common structural rules), koji su donijeli svi svjetski klasifikacijski zavodi, a prvi je njegov brod blizanac 'Peristil'.
Nosivost broda je 52.000 tona,/52.096 mt/52.113 Bruto tonaže je 30.092, a neto tonaže 17.852. 
Brod ima pet skladišta i pet otvora za skladišta. Kapaciteta je za žito od 2.294.829 cft. Sigurnost u slučaju oštećenja povećana je time što su svi spremnici goriva odvojeni od vanjske otplate. Za ukrcavanje i iskrcavanje tereta brod ima 4 dizalice, SWL 35 mt svaka.  Izgrađen je po najvišim sigurnosnim standardima. Ovaj brod za prijevoz sipkog tereta je drugi hrvatski brod te vrste koji je rangiran za terete čija je specifična težina veća od 3 tone po m3, što mu dopušta prijevoz vapnenca, sumpora, silikon-mangana, ribljeg brašna i inih dobara visoke gustoće, a prvi je njegov brod blizanac 'Peristil'. Glavni stroj je iz tvornice dizelskih motora Brodosplita koji je izgrađen po licenciji MAN B&W. Tip motora je 6S 50MC-C7. Težine je 207 tona, snage 8600 kW, 121 okr./min Potrošnje je 31,0 mt HFO. Domet bez zaustavljanja je 15.000 nm.
Brod blizanac je M/B Peristil, koji je predan Jadroplovu dan uoči 1. svibnja 2010.
Australski časopis "Baird Maritime: Ships & Shipping" proglasio je M/B Sveti Dujam najboljim nosačem rasutog tereta na svijetu za 2011. i uvrstio ga je na popis najboljih 20 brodova 2011. godine.

## Vanjske poveznice
- Otplovili Peristil i Sveti Dujam  Arhivirana inačica izvorne stranice od 24. prosinca 2014. (Wayback Machine)
- Četvrta Novogradnja u 2010.  Arhivirana inačica izvorne stranice od 24. prosinca 2014. (Wayback Machine)
- Zaplovija i ‘Sveti Dujam’ - još jedan brod za ‘Jadroplov’
- Brodosplit - Nagrade i priznanja  Arhivirana inačica izvorne stranice od 21. prosinca 2014. (Wayback Machine)
- Sveti Dujam - Bulk Carrier, MarineTraffic
- Jadroplov - Sveti Dujam  Arhivirana inačica izvorne stranice od 8. prosinca 2014. (Wayback Machine)
- M/B Sveti Dujam  Arhivirana inačica izvorne stranice od 9. ožujka 2016. (Wayback Machine)